# Der Mann mit der stählernen Klaue
Der Mann mit der stählernen Klaue ist ein US-amerikanischer Kriegsfilm von George Montgomery aus dem Jahr 1961. Die Premiere des Films erfolgte am 20. September 1961 in New York. In Deutschland erschien er erstmals am 23. November 1961. Im deutschen Fernsehen erschien der Film auch unter dem Titel Pazifik-Kommando.

## Handlung
Während des Zweiten Weltkriegs verliert der US-Marinesoldat Captain John Larsen bei einem Unfall in Manila seine rechte Hand. Nach seiner Entlassung aus dem Hospital nimmt er an einer Rettungsmission teil, deren Ziel es ist, einen in Händen von philippinischen Rebellen befindlichen General ausfindig zu machen, der gegen die Zahlung von Lösegeld freigelassen werden soll. Die Mission scheitert jedoch an der Anwesenheit von japanischen Soldaten.
Larsen will die Mission alleine wiederholen. Er erfährt, dass der General nun Gefangener der Japaner ist. Larsen heuert einige der Rebellen an und verspricht ihnen, das ihnen entgangene Lösegeld als Belohnung zu zahlen. Er lässt sich zudem einen Stahlhaken für seine verlorene Hand anpassen. Larsen und die Rebellen können das japanische Lager stürmen und den General befreien. Bei den Kämpfen wird Larsens Freundin Lolita schwer verwundet.
Auf dem Rückzug entdeckt Larsen, dass der ehemalige Gefangene nicht der General ist, sondern Sergeant Frank Powers. Powers hat die Identität des toten Generals angenommen, um seine Lebensumstände in dem Lager zu verbessern. Nach einem Angriff der Japaner, bei dem Powers getötet wird, verkleidet sich die verbliebene Truppe als Teilnehmer einer Beerdigungsfeier. Sie gelangen zur Küste und erreichen das dort versteckte Rettungsboot. Larsen und Lolita steigen ins Boot, die Rebellen kehren wieder zurück in ihren Kampf.

## Kritiken
Das Lexikon des internationalen Films beschreibt die Produktion als „handwerklich dürftiges Heldenepos vor exotischer Kulisse mit vordergründigen Schaueffekten.“ Die Zeitschrift Cinema ist ebenso wenig angetan von dem Film: „Originalschauplätze und reichlich Action retten George Montgomerys ansonsten lahmes Regiedebüt. Fazit: Action allein hält die Story nicht über Wasser.“

## Hintergrund
Gedreht wurde der Film auf den Philippinen. Der Schauspieler Mario Barri fungierte bei diesem Film auch als Regieassistent.